# Tovarichtchi
Tovarichtchi I (mot russe signifiant « Camarades »), à l'origine Lauriston (1892-1923) est un quatre-mâts barque, qui fut le plus grand voilier de l'URSS avant la Seconde Guerre mondiale (1923-1943). Par la suite, le Sedov le détrôna, tandis que le nom fut repris par le  Tovarichtchi II, ex-Gorch Fock I.

## Chronologie
- 1890-1891  — construction d'un clipper à 4 mâts, 2 ponts, avec coque en acier aux chantiers navals Workman, Clark & Co de Belfast, sur commande de la compagnie Galbraith & Moorhead de Londres
- 1892 — lancé le 17 octobre et nommé Lauriston, en hommage à Jacques Alexandre Law de Lauriston — port d'attache : Liverpool
- 1900 — vendu à la compagnie Galbraight, Hill & Co. de Londres
- 1905 — vendu à la compagnie G. Duncan & Co. de Londres
- 1908-1909 — amélioration du gréement et rénovation de la voilure
- 1910 — vendu à la compagnie Cook & Dundas de Londres pour £ 4000
- 1913 — vendu à la compagnie Taltal Shipping Co. (Cherey, Eggar & Forrester) de Londres
- 1914 — vendu a l'Empire russe
- 1917 — récupéré par la Royal Navy et mis à la disposition de la société Hudson Bay Co. de Londres
- 1921 — transféré à l'URSS
- 1922-1923 — réparation et restructuration en voilier-école en Allemagne
- 1923 — prend le nom de Tovarichtchi — port d'attache : Leningrad (ex-Saint-Pétersbourg)
- 1927 — transféré à la flotte commerciale soviétique  — ports d'attache Arkhangelsk puis Novorossiisk
- 1928 — collision dans la Manche avec le paquebot Alcantara de la Royal Mail Lines
- 1941 — capturé par la Kriegsmarine à Marioupol en Ukraine
- 1941-1943 — sert de navire-caserne pour un bataillon de la marine croate
- 1943 — bombardé par l'aviation soviétique, hors-service dans le port de Marioupol, rayé des registres
- 1949 — le nom Tovarichtchi est transféré à l'ex-Gorch Fock I
- 1955 — les ancres sont enlevées
- 1959-1960 — le navire est cannibalisé.

## Informations de base

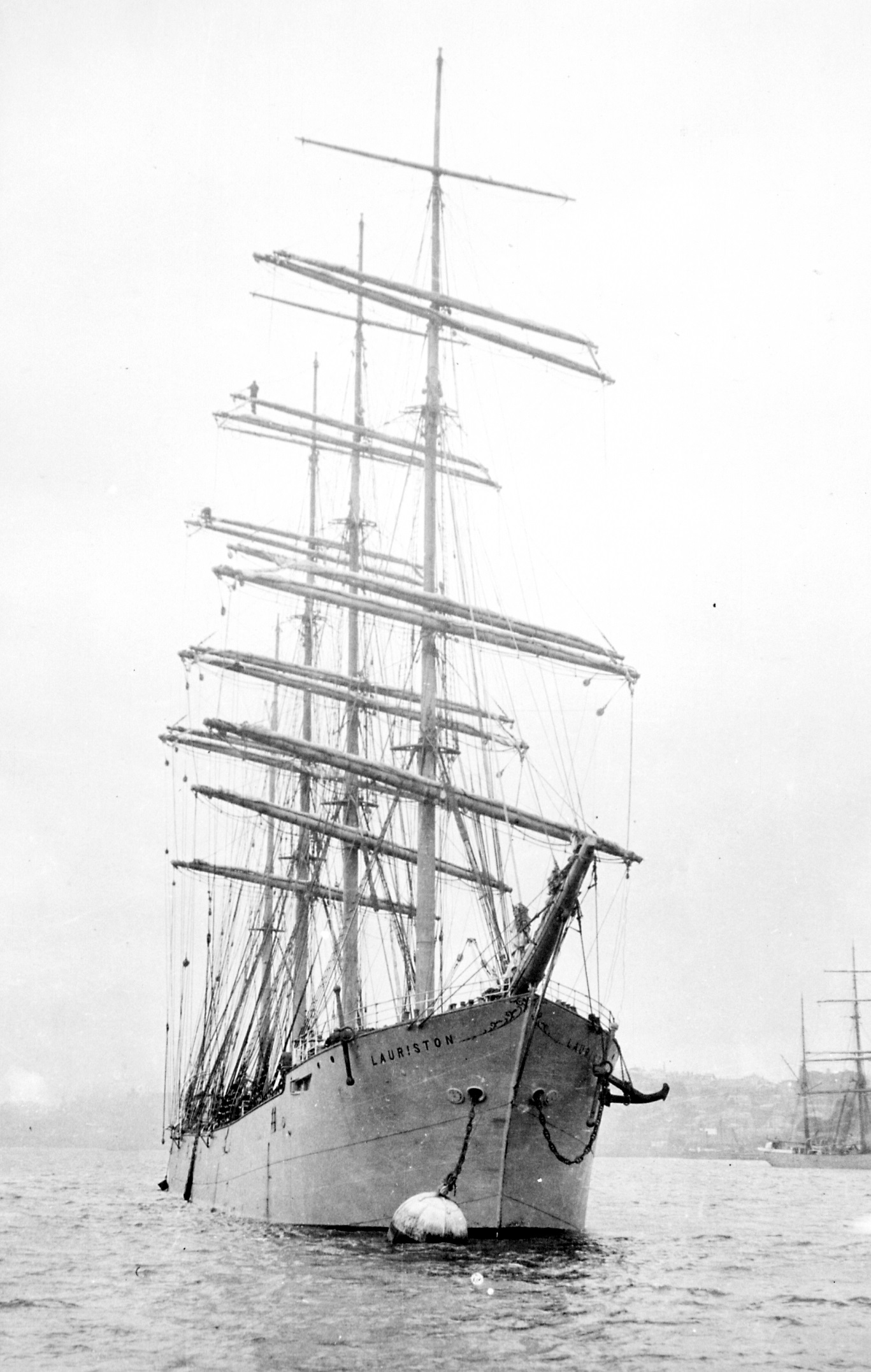
Le Lauriston, futur Tovarichtchi, à Liverpool en 1892.

Le navire a été commandé pour transporter de la fibre de jute de l'Inde de l'Est et était l'exemple type d'un « windjammer » qui était une catégorie de grands voiliers commerciaux de la fin du XIXe siècle. Ce navire n'avait ni moteur auxiliaire, ni cloisons étanches, ni chauffage à vapeur, ni ventilation mécanique, ni réfrigération, ni distillateur, ni circuit électrique, et l'éclairage était assuré par du pétrole lampant. La montée de l'ancre principale, qui pesait environ 4 tonnes se faisait à la spire manuelle.

## Historique

### Sous pavillon britannique
Ce navire transporté de la fibre jute en 1887 de Liverpool à Ranguon en 95 jours. En 1899, le voyage Holyhead-Calcutta était fait en 96 jours. En 1905, le navire a changé de propriétaire : la compagnie Cook & Dandas. Ils utilisent le navire pour transporter de la laine d'Australie en Grande-Bretagne. En 1906, le navire a fait l'objet d'une reconstruction totale, les gréements ont été changés. L'artimon était armé avec des voiles obliques et le Lauriston est devenu un voiler classique à quatre mâts.

### L'Empire russe
Pendant la Première Guerre mondiale en automne 1914 (les sources secondaires disent 1916 et même 1917), le gouvernement de l'Empire russe a acheté à la Grande-Bretagne deux voiliers à quatre mâts : le Lauriston et le Catanga qui furent basés au port d'Arkhangelsk et servirent de cargos allant de l'Angleterre à Mourmansk afin de fournir du matériel pour la construction de la voie ferrée de Mourmansk à Petrograd, stratégiquement importante pour l'alimentation de l'armée russe alors que la mer Baltique était bloquée par la flotte allemande.
Par la suite, le Lauriston a été utilisé comme barge pour le transport du charbon. En 1918-1919, le voilier, ayant perdu son propriétaire légal (le gouvernement de la République russe, renversé par les bolcheviks) repasse sous pavillon britannique et est attribué à la Compagnie de la Baie d'Hudson pendant l'intervention des Alliés en Russie septentrionale durant la guerre civile russe.

### Russie soviétique, URSS
En 1921, les Alliés reconnaissent autorités soviétiques et leur rendent ce voiler, remorqué à Petrograd. Après des réparations, il fait son premier voyage sous pavillon soviétique avec un équipage de 50 personnes sous le commandement du capitaine estonien C. Anderson. Le navire assure la liaison Petrograd-Tallinn, transportant des rails pour chemin de fer en Estonie et rapportant de la farine en Russie, alors affamée. En 1922, la décision est prise d'utiliser un des deux navires Catanga et Lauriston comme un navire école. Le Lauriston est choisi car le Catanga était en trop mauvais état. En 1922-1923, le Lauriston subit une reconstruction et reçoit le nom de Tovarichtchi.
Au début des années 1920, le Tovarichtchi participe à une opération secrète : à Tallinn, il embarque discrètement et transporte vers Leningrad six communistes estoniens condamnés à mort pour espionnage au profit de l'URSS, mais que les services soviétiques avaient fait évader.
En 1925, en mer Baltique, le Tovarichtchi subit deux tempêtes et doit réparer les dégâts d'abord à Hambourg, puis à Varde en Suède, d'où il est remorqué à Mourmansk par le brise-glace Gueorgui Sedov. Après les réparations, le Tovarichtchi sort le 29 juin 1926 de Mourmansk sous le commandement de D. A. Luhmann, mais subit une nouvelle tempête et n'arrive que le 1er août à Southampton où il est de nouveau réparé. Le 18 septembre, il traverse l'Atlantique et le 25 décembre il est le premier navire sous pavillon soviétique à atteindre Montevideo puis Rosario, en Uruguay. Le 20 avril 1927, après quatre mois de présence dans les ports d'Amérique du Sud, le Tovarichtchi, sous commandement de E. I. Freimann, sort de Buenos-Aires chargé de bois d'essences tropicales vers Leningrad où il arrive le 13 août 1927. Par la suite, il est une sorte d'ambassadeur de prestige de la marine soviétique à travers les mers et les ports d'Europe.

## Capitaines
- William Latta (de 1892)
- C. Anderson (1921)
- ...(1924, capitaine Anglais)
- Trautmann (1925)
- Dimitri Luhmann (1926-1927)
- Ernst Freimann (1927-1939)
- Piotr Alekseïev (1939-1941)

## Filmographie
- Le Voilier Tovarichtchi (film documentaire), réalisé par A. Dahno. Kiev Studio 1930.